# Parafia Świętej Trójcy w Książkach
Parafia Świętej Trójcy w Książkach – parafia rzymskokatolicka w diecezji toruńskiej, w dekanacie Wąbrzeźno, z siedzibą w Książkach.
Od 2016 proboszczem parafii jest ks. Zbigniew Żynda.

## Historia
Parafia powstała w 1958 roku.

## Grupy parafialne
Akcja Katolicka, Zespół Charytatywny, Koło Misyjne, Żywy Różaniec, Ministranci, Ruch - Światło - Życie.

## Zasięg parafii
Do parafii należą wierni z miejscowości: Łopatki i Zaskocz.